# Geseker Bach
Der Geseker Bach ist ein Fließgewässer im Kreis Soest in Nordrhein-Westfalen. Er ist der etwa acht Kilometer lange rechte und südöstliche Quellbach des Brandenbaumer Bachs.

## Geographie

### Verlauf
Der Bach hat seine Quelle als Alter Geseker Bach im Stadtzentrum von Geseke, unweit nördlich der B 1. Von dort fließt er in nördlicher Richtung zum Naturschutzgebiet Osternheuland – In den Erlen. Er durchfließt das südwestlich von Verlar, einem Ortsteil von Salzkotten, gelegene Naturschutzgebiet in ganzer Länge. In der Nordwestecke des Naturschutzgebietes vereinigt er sich mit dem Störmeder Bach und bildet den Brandenbaumer Bach. Dieser fließt von dort in nördlicher Richtung und mündet nordöstlich von Garfeln, einem Stadtteil von Lippstadt, in die Lippe.

### Zuflüsse und Abzweigungen
- Esbecke (linke Abzweigung)
- Völmeder Bach (rechts), 3,3 km, 5,58 km², 63,89 l/s
- Osterschledde (rechts), 9,5 km, 37,98 km², 443,42 l/s